# Florence Ader
Pour les articles homonymes, voir Ader.
Florence Ader, née en 1967, est une infectiologue et pneumologue française. Elle est chercheuse et clinicienne et travaille au Centre international de recherche en infectiologie (Ciri) et à l'hôpital de la Croix-Rousse de Lyon. En 2020, elle reçoit le Prix Recherche de l'INSERM.

## Biographie
En 2008, elle soutient sa thèse de doctorat en écologie microbienne à l'Université Claude-Bernard-Lyon-I sous la direction de Christian Chidiac. Elle est membre de la société de pathologie infectieuse de langue française.

## Travaux
En 2020, elle dirige l'essai clinique Discovery, qui a pour but de tester des traitements contre le coronavirus SARS-CoV-2. 

## Honneurs et récompenses
- 2020 : prix Recherche de l'INSERM[4]
- 2020 :  Chevalière de la Légion d'honneur[5]